# Viktor Sjamirov
Viktor Sjamirov (russisk: Виктор Валерьевич Шамиров) (født 24. maj 1966 i Rostov ved Don i Sovjetunionen) er en russisk skuespiller, filminstruktør og manuskriptforfatter.

## Filmografi i udvalg
- 1612 (2007)
- Tjudo (da.: Miraklet, 2009)
- Uprazjnenija v prekrasnom (da.: Øvelser i det smukke, 2011 også instruktør)[1][2]
- So mnoju vot tjto proiskhodit (da.: Det er, hvad der sker for mig, 2012, også instruktør)
- Vtorzjenije (da.: Invasion, 2020)